# Michael Ludwig (politikus)
Michael Ludwig (Bécs, 1961. április 3. –) osztrák politikus, Ausztria Szociáldemokrata Pártjának (SPÖ) tagja, 2018 óta Bécs polgármestere és ezzel egyúttal tartományi vezetője (Landeshauptmann).
2007-től 2018-ig a városvezetés lakásügyekért, lakásépítésért és városmegújításért felelős tagja, 2009 márciusától 2010 novemberéig pedig a város alpolgármestere volt.